# La Marionnette (film)
Pour les articles homonymes, voir La Marionnette.
 Pour plus de détails, voir Fiche technique et Distribution
La Marionnette est un film pornographique français réalisé par Alain Payet sorti en DVD en 1998.

## Synopsis
Un jeune homme, nommé Bruno (Bruno SX), achète une boîte à musique représentant une délicate et mignonne figurine chez un vieux magicien pervers. Durant la nuit, la petite figurine (Kate Moore) s’anime et commence à se masturber frénétiquement. Bruno croit avoir rêvé mais le lendemain la poupée prend la parole et lui raconte son histoire. Jeune fille au pair chez un noble provincial qui l’initia aux plaisirs de la chair et à la sodomie, elle fut échangée au magicien contre une autre jeune fille dont les performances sexuelles avaient séduit le comte. Le magicien l’enferma alors dans cette boîte afin de s’assurer son obéissance. Elle supplie Bruno de l’aider à s’évader en dérobant au magicien un collier réputé magique. Celui-ci s’exécute mais découvre alors avec horreur qu’il est tombé dans un piège car la jeune fille est complice du vieux pervers et il se trouve désormais enfermé dans la boîte à musique.

## Scènes pornographiques
Le film contient huit scènes auxquelles s'ajoutent les scènes de masturbation de la marionnette : 
1. Fovéa, Dino Toscani : Le magicien anime deux de ses poupées sexuelles dans un théâtre monté dans le grenier de sa maison. Visiblement, il fait froid dans ce grenier car de la buée sort de la bouche des acteurs (Fellation, Pénétration vaginale, Sodomie).
2. Karen Lancaume, Bruno SX : De retour chez lui, Bruno est fasciné par la boîte à musique que vient de lui remettre le magicien. Afin de l'en distraire, sa femme lui offre une partie de plaisir en le mettant au défi de faire la même chose avec son jouet (Fellation, Pénétration vaginale, Sodomie).
3. Kate Moore , Philippe Dean : La poupée raconte son histoire à Bruno et les relations particulières qu'elle entretenait avec Monsieur le comte (Fellation, Pénétration vaginale, Sodomie).
4. Kate Moore , Anita Blonde : La poupée passe « des bras de Monsieur vers ceux de Madame »  (Cunnilingus)
5. Océane, Philippe Dean : Tout en observant son épouse avec la marionnette, Monsieur le comte se distrait lui-même avec la femme de chambre (Fellation, Pénétration vaginale, Sodomie).
6. Anita Blonde, Mike Foster : La comtesse a un amant, le meilleur ami de Monsieur le comte, qu'elle rejoint en cachette dans une aile éloignée du château. Le comte les y débusque néanmoins pour continuer à espionner son épouse (Fellation, Pénétration vaginale).
7. Emanuelle, Philippe Dean, Mike Foster, Rodolphe Antrim : Lors d'une soirée organisée au château, le magicien est venu avec une poupée blonde qui entreprend une danse lascive (Fellation, Pénétration vaginale, Sodomie, Double pénétration, Éjaculation faciale).
8. Kate Moore, Bruno SX : La marionnette s'est enfin échappée de sa boîte : « Il faut toujours croire l’incroyable. Ton rêve est devenu réalité. » déclare-t-elle à Bruno (Fellation, Pénétration vaginale, Sodomie).

## Fiche technique
- Titre : la Marionnette
- Réalisateur : Alain Payet
- Éditeur : Marc Dorcel
- Durée : 1H30
- Date de sortie : janvier 1998
- Pays :  France
- Genre : pornographie

## Distribution
- Kate Moore : la marionnette
- Bruno Sx : Bruno
- Karen Lancaume : la femme de Bruno
- Dino Toscani : première poupée masculine
- Anita Blonde : Madame la comtesse
- Philippe Dean : Monsieur le comte
- Mike Foster : l'ami du comte et amant de la comtesse
- Océane : la femme de chambre
- Emanuelle : la poupée blonde
- Rodolphe Antrim : le valet de chambre du comte
- Marc Dorcel : le magicien (pas de scène pornographique)
- Fovéa

## Distinctions
- Ce film a valu une récompense à Kate More pour son interprétation : le Hot d'Or de la meilleure starlette de l’année.

## Autour du film
- Sur un argument de conte fantastique - l’animation magique d’une marionnette - Alain Payet réalise un film à sketchs dont toute la tension érotique repose sur l’idée de soumission et d’obéissance sexuelle. Kate More, l’héroïne du film, compose une sorte de poupée qui se plie à tous les désirs masculins sans jamais opposer le moindre refus. Ce thème est proche de celui de La Femme objet, film de Frédéric Lansac en 1980. Une « voix off » accompagne chaque épisode de cette histoire ajoutant le plaisir du texte à celui de l’image.